# Kenneth Lamar Holland

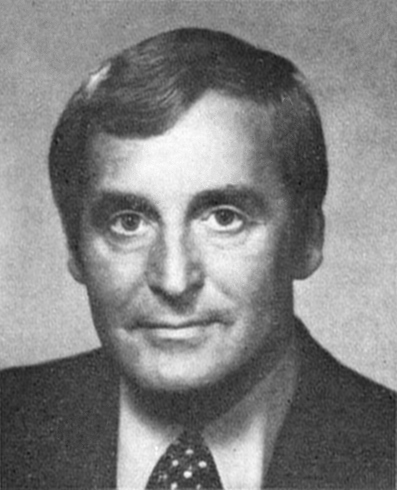
Kenneth Lamar Holland (1975)

Kenneth Lamar Holland (* 24. November 1934 in Hickory,  Catawba County, North Carolina; † 27. Februar 2021 in Richmond, Virginia) war ein US-amerikanischer Politiker. Zwischen 1975 und 1983 vertrat er den Bundesstaat South Carolina im US-Repräsentantenhaus.

## Werdegang
Kenneth Holland besuchte die öffentlichen Schulen in Gaffney und studierte danach bis 1960 an der University of South Carolina in Columbia. Zwischenzeitlich war er von 1952 bis 1959 Mitglied der Nationalgarde von South Carolina. Nach einem anschließenden Jurastudium an der gleichen Universität und seiner im Jahr 1963 erfolgten Zulassung als Rechtsanwalt begann er in Camden in seinem neuen Beruf zu arbeiten.
Politisch schloss sich Holland der Demokratischen Partei an. Zwischen 1968 und 1972 war er Delegierter auf den regionalen demokratischen Parteitagen. 1968 nahm er auch an der Democratic National Convention in Chicago teil. Zwischen 1972 und 1975 war Holland Mitglied im Autobahnausschuss des Staates South Carolina. Bei den Kongresswahlen des Jahres 1974 wurde er im fünften Wahlbezirk von South Carolina in das US-Repräsentantenhaus in Washington, D.C. gewählt, wo er am 3. Januar 1975 die Nachfolge von Thomas S. Gettys antrat. Nach drei Wiederwahlen konnte Holland bis zum 3. Januar 1983 vier zusammenhängende Legislaturperioden im Kongress absolvieren.
1982 verzichtete er auf eine erneute Kandidatur. In den folgenden Jahren arbeitete er wieder als Anwalt. Im Jahr 2006 erwog er eine Kandidatur für die Gouverneurswahlen in South Carolina. Nach nur einem Monat zog er seine Bewerbung aus finanziellen Gründen wieder zurück. Zuletzt lebte Kenneth Holland in Gaffney. Er hatte drei Kinder und drei Enkelkinder.